# Deserto Alvord

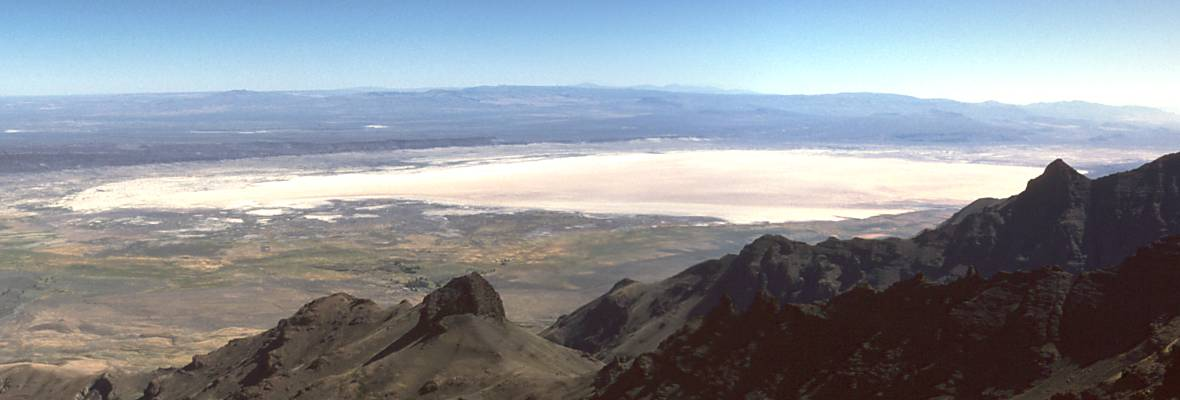
Il deserto Alvord visto dai monti Steens.

Il deserto Alvord è un deserto situato nella contea di Harney, a sudest dei Monti Steens, nella parte sudorientale dell'Oregon, sul versante occidentale degli Stati Uniti d'America.
Il deserto Alvord è un lago asciutto lungo 19 km e largo 11 km e si trova ad un'altitudine di circa 1 200 m s.l.m. Due catene montuose lo separano dall'oceano Pacifico: la Catena Costiera Pacifica e la Catena delle Cascate. Queste due caratteristiche topografiche, assieme ai monti Steens, creano un'ombra pluviometrica che riduce la media delle precipitazioni annue a soli 180 mm di pioggia.
Durante la stagione secca, la superficie è abbastanza piatta da permettere il passaggio di vetture o l'atterraggio di piccoli aerei. Un record non omologato di velocità terrestre femminile fu stabilito nel 1976 da Kitty O'Neill con 843 km/ora.
Il più vicino centro abitato è Fields, che ha una popolazione di 86 abitanti.

## Etimologia
Il deserto è intitolato al matematico Benjamin Alvord, che divenne generale dell'esercito e fu nominato comandante del Dipartimento dell'Oregon durante la guerra di secessione americana.

## Clima
Il clima del deserto Alvord è classificato come semi arido (BSk) nella classificazione dei climi di Köppen. La media delle precipitazioni annue è di 180 mm di pioggia, ma in alcune zone del settore orientale è di soli 5 pollici (130 mm). Il deserto si trova infatti nell'ombra pluviometrica creata dalla Catena Costiera Pacifica, dalla Catena delle Cascate e dai monti Steens, che lo separano dall'oceano Pacifico.